# Магдалена Венгринович-Плихта
Магдалена Венгринович-Плихта (на полски: Magdalena Węgrzynowicz-Plichta) е полска поетеса, писателка, авторка на документални есета, редакторка, издателка, преподавателка и социоложка.

## Биография и творчество
Магдалена Венгринович-Плихта е родена на 13 октомври 1959 г. във Варшава, Полша. В Сохачев, Мазовия, близо до Желазова Вола, завършва музикално училище 1-ва степен в класа по пиано и средно училище „Фредерик Шопен“. Получава магистърска степен по социология в Краков във Факултета по философия и история на Ягелонския университет. Прави следдипломно обучение по педагогика. След дипломирането си, в периода 1987 – 1994 г. работи като учителка по начално образование и полски език в основно училище. В периода 1995 – 1998 г. работи като прессекретар и редактор във Воеводската служба по труда.
От 1999 г. работи като главен редактор в издателство „Идея“. От 2004 г. ръководи собствено издателство СИГНО, където е публикувала над 90 заглавия на художествената литература. Редактор е на тримесечника LiryDram (www.lirydram.pl).
Първата ѝ книга, стихосбирката „Дознание“ (Doznania), е издадена през 1998 г. Следват стихосбирките ѝ „Анемония“ (2003), „Гъсеници“ (2005), „Калкомание“ (2007), „Поколения“ (2009), „Мираж“ (2014), „Артефакти“ (2015), „Немислими“ (2018).
От дебюта си през 1998 г. тя пише и публикува поезия и проза. Публикува множество редакторски проучвания, интервюта и критични рецензии, включително през 2016 г. сборник с есета за най-новата поезия „Поетични светове. Между Парнас и Гевонт“. Сътрудничи си с музикални изпълнители като автор и текстописец.
Тя участва в литературните фестивали във Варшава, Лондон, Вилнюс и Виена. Като културен аниматор си сътрудничи с културния център „Нова Хута“, където провежда семинари по творческо писане. Сътрудничи си с клуба на журналистите „Под крушата“ в библиотеката на Краков.
В периода 2003 – 2016 г. е член на Съюза на полските писатели, като в периода 2011 – 2014 г. е президент на клона на Съюза на полските писатели в Краков. Член е на Асоциацията на полското творчество, на Асоциацията на Академията на Европая Сарбиевиана и на Асоциацията на приятелите на произведенията на Ян Каспрович. Тя е почетен член на литературния клуб „Яновски“ и на литературния клуб „Садецки“.
Магдалена Венгринович-Плихта живее със семейството си в Краков.

## Произведения

### Поезия
- Doznania (1998)[1][2][3]
- Anemony (2003)
- Łaptaki (2005)
- Kalkomanie” (2007)
- Pokolenia” (2009)
- Miraże” (2014)
- Artefakty” (2015)
- Imponderabilia” (2018)

### Документалистика
- Poetyckie światy. Między Parnasem a Giewontem (2016)[1][3]